# Bruno Cortez
Bruno Cortez (Rio de Janeiro, 1987. március 11. –) brazil válogatott labdarúgó.

## Nemzeti válogatott
A brazil válogatottban 1 mérkőzést játszott.

## Statisztika
| Brazil válogatott | Brazil válogatott | Brazil válogatott |
| Időszak           | Mérk.             | gól               |
| ----------------- | ----------------- | ----------------- |
| 2011              | 1                 | 0                 |
| Összesen          | 1                 | 0                 |